# Hating Life
Hating Life è il quarto album della band death metal svedese Grave, pubblicato il 7 maggio 1996 dalla Century Media Records.

## Tracce
1. Worth the Wait – 3:42
2. Restrained – 3:44
3. Winternight – 3:03
4. Two of Me – 2:39
5. Beauty Within – 3:47
6. Lovesong – 3:12
7. Sorrowfilled Moon – 4:23
8. Harvest Day – 3:44
9. Redress – 3:30
10. Still Hating Life – 1:15

## Formazione
- Ola Lindgren - voce, chitarra, basso
- Jens"Jensa" Paulsson - batteria